# Kuro-obi
Kuro-obi (くろおび 黒帯, Huyền đai), tựa tiếng Anh là Black Belt, là một bộ phim võ thuật Nhật Bản, do Nagasaki Shunichi (長崎俊一) làm đạo diễn, phát hành ngày 13 tháng 10 năm 2007. Đây là một bộ phim tập trung chủ yếu vào yếu tố võ thuật Karate. Điều đáng chú ý là phim đã loại trừ các yếu tố cường điệu thường thấy trong các bộ phim về thể loại võ thuật. Các vai chính đã được trao cho các võ sư karate thực thụ và không có hiệu ứng đặc biệt nào được sử dụng.

## Nội dung
Các sự kiện diễn ra vào năm 1932, khi Nhật Bản chiếm đóng Mãn Châu. Bấy giờ, các chỉ huy của Hoàng quân đang cố gắng chiếm đoạt các võ đường Karate vì lợi ích riêng. Đại sư Shibahara Eiken (do Natsuki Yosuke thủ vai), chưởng môn một trong những võ đường nằm trên hòn đảo Kyushu cực nam Nhật Bản, đã qua đời trước khi kịp truyền lại Kuroobi (đai đen, biểu tượng của chưởng môn) cho người kế vị. Ba đệ tử của ông: Taikan (do Naka Tatsuya đóng, huyền đai thất đẳng JKA Shotokan), Giryu (Yagi Akihito, huyền đai thất đẳng Meibukan Gōjū-ryū) và Choei (Suzuki Yuji, huyền đai nhất đẳng Kyokushin), có nhiệm vụ phải quyết định xem ai giữa họ là người xứng đáng để kế nhiệm thầy mình.
Sau khi chôn cất sư phụ, họ buộc phải rời khỏi võ đường và ra đi theo những con đường khác nhau cả trong cuộc sống và trong sự hiểu biết về triết lý võ thuật mà sư phụ đã truyền dạy. Taikan trở thành một huấn luyện viên võ thuật cho quân đội, một công cụ bị các viên sĩ quan quân đội tham lam lợi dụng; Choei bị tàn phế, nương nhờ vào sư huynh Taikan. Riêng Giryu cố chấp theo lời dạy bất chiến của sư phụ, trốn chạy khỏi sự truy đuổi của quân đội và của những kẻ báo thù ngờ nghệt. Cuối cùng, họ cũng một lần nữa gặp lại, cùng nhau sát cánh chiến đấu chống lại những kẻ tham lam và quyết đấu chọn ra người xứng đáng kế thừa phát huy truyền thống của sư phụ để lại.

## Diễn viên
- Naka Tatsuya (中達也) trong vai Taikan
- Yagi Akihito (八木明人) trong vai Giryu
- Suzuki Yuji trong vai Choei
- Natsuki Natsuke (Yosuke Natsuki)
- Yoshino Kimika (吉野公佳) trong vai Chiyo

## DVD
Tokyo Shock (America)
- Aspect ratio: Widescreen (1:85:1) anamorphic
- Sound: Japanese (Dolby Digital 5.1), Japanese (Dolby Digital 2.0 Stereo)
- Subtitles: English
- Supplements: Trailer; trailers for Heroes Two, The Master, Challenge of the Masters, The Deadly Duo
- Region 1, NTSC

Madman Entertainment (Australia)
- Aspect ratio: Widescreen (1:78:1) anamorphic
- Sound: Japanese (Dolby Digital 5.1), Japanese (Dolby Digital 2.0 Stereo)
- Subtitles: English
- Supplements: Making of Black Belt; theatrical trailer; TV spot; trailers for Kaidan, Death Trance, A Tattooed Life, Sonny Chiba Boxset Volume 1
- Region 4, PAL